# Proeutropiichthys taakree
Proeutropiichthys taakree es una especie de peces de la familia Schilbeidae en el orden de los Siluriformes.

## Subespecies
- Proeutropiichthys taakree macropthalmos (Blyth, 1860
- Proeutropiichthys taakree taakree (Sykes, 1839.

## Hábitat
Es un pez de agua dulce.